# Gwaelod-y-Garth
Pour les articles homonymes, voir Garth.
Gwaelod-y-Garth (en gallois : « Pied du Garth » ; prononciation « ˌɡwei̯lɔd ə ˈgarθ ») est un village de la communauté de Pentyrch, dans la cité et comté de Cardiff au pays de Galles.

## Situation
Gwaelod-y-garth est situé dans la vallée de la rivière Taf, au pied de la Garth Mountain, à 10 km au nord du centre de Cardiff et à 11 km au sud de Pontypridd. Le château Coch se trouve à proximité du village, en voiture ou à pied.

## Histoire
À l'époque élisabéthaine, Gwaelod-y-Garth était connu pour ses mines de fer. Les mines ont été ouvertes entre 1565 et 1625, puis rouvertes au XIXe siècle par la société Blackmoor Booker. Au début des années 1990, une campagne a été organisée pour sauver le site.
L'usine sidérurgique de Pentyrch a été ouverte à Gwaelod-y-Garth en 1740 (Gwaelod-y-Garth se trouvait alors dans la paroisse de Pentyrch). Elle fournissait du fer à l'usine de tôle de Melingriffith (en) à Whitchurch, à environ 4,8 km en aval. En 1812, un tramway a été construit jusqu'à l'usine de Mellingriffith ; en 1871, il a été transformé en chemin de fer à voie normale. Une carte de l'Ordnance Survey révisée en 1915 indique que l'usine est « désaffectée ». La forge de l'usine a été démolie en 1977, et le site est aujourd'hui utilisé pour des habitations.

## Personnalités
- Mary Gillham (en), naturaliste, une des premières femmes à explorer l'Antarctique, en 1959, y a habité.